# Walckenaeria chikunii
Walckenaeria chikunii är en spindelart som beskrevs av Saito och Ono 200. Walckenaeria chikunii ingår i släktet Walckenaeria och familjen täckvävarspindlar. Inga underarter finns listade i Catalogue of Life.